# Periklis Pierrakos-Mavromichalis
Periklis Pierrakos-Mavromichalis (n. 1863, Laconia, Peloponez, Grecia de Vest și Insulele Ionice⁠(d), Grecia – d. 1938, Atena, Regatul Greciei) a fost un politician ce a reprezentat Grecia, medaliat olimpic. A participat la o ediție a Jocurilor Olimpice (1896) în care a câștigat o medalie de bronz.

## Participări
Lista de mai jos prezintă principalele competiții la care a participat Periklis Pierrakos-Mavromichalis de-a lungul carierei.
- Floretă masculin la Jocurile Olimpice de vară din 1896